# NGC 4656
NGC 4656 é uma galáxia espiral barrada (SBm) localizada na direcção da constelação de Canes Venatici. Possui uma declinação de +32° 10' 11" e uma ascensão recta de 12 horas, 43 minutos e 58,1 segundos.
A galáxia NGC 4656 foi descoberta em 20 de Março de 1787 por William Herschel.